# Tout ça ne vaut pas l'amour
Pour plus de détails, voir Fiche technique et Distribution.
Tout ça ne vaut pas l'amour est un film français réalisé par Jacques Tourneur, sorti en 1931.

## Synopsis
Le pharmacien Jules Renaudin, vieil homme qui n'a dans sa vie que la passion des timbres, recueille une jeune fille enceinte qui met au monde un enfant mort.
Renaudin s'attache à Claire dont il voudrait faire le bonheur, mais elle s'éprend de Jean Cordier, marchand d'appareils de T.S.F, dont le magasin est voisin de la pharmacie. Renaudin souffre et s'efface. Jean et Claire se marieront. Le pharmacien se consolera avec ses timbres.

## Fiche technique
- Titre original : Tout ça ne vaut pas l'amour
- Réalisation : Jacques Tourneur, assisté de Charles Barrois
- Scénario, adaptation, dialogues : René Pujol
- Direction artistique : Lucien Aguettand
- Décors : Lucien Aguettand
- Photographie : Nicolas Bourgassoff, Henri Barreyre
- Son : Carl S. Livermann
- Musique : Hugo Hirsch
- Direction musicale : Roland Manuel
- Tournage dans les studios Pathé-Natan de Joinville-Le-Pont
- Société de production : Pathé-Natan
- Société de distribution : Pathé Consortium Cinéma
- Pays d’origine :  France
- Langue originale : français
- Format : Noir et blanc — 35 mm — 1,37:1 —  son Mono (R.C.A Photophone)
- Genre : Comédie
- Durée : 87 minutes
- Dates de sortie : 
  - France : 16 octobre 1931 au Moulin-Rouge

## Distribution
- Marcel Lévesque : Jules Renaudin, pharmacien
- Jean Gabin : Jean Cordier, marchand d'appareils T.S.F
- Josselyne Gael : Claire, la jeune fille enceinte
- Mady Berry : Mme Cordier, la mère de Jean
- Jane Loury : Léonie
- Delphine Abdala : Mme Triron
- Gilberte Savary : la petite fille
- Valiès : le chauffeur de taxi
- Anthony Gildès : le tailleur
- Léon Larive : le client de la pharmacie
- Anna Lefeuvrier : la dame irascible
- Robert Tourneur
- Fernand Trignol

## Autour du film
- Ce film fut pour Valiès, sa seule apparition sur un écran

- The Cinema of Nightfall, Jacques Tourneur, (en) Chris Fujiwara, The Johns Hopkins University press, 2000, P. 32 - 35

- Il s’agit du premier rôle important de Jean Gabin